# Cataratas de Limunsudan
Las Cataratas de Limunsudan son unas cascadas de dos niveles ubicadas en el Barangay de Rogongon, en la ciudad de Iligan, en la provincia de Lanao del Norte, al sur de Filipinas, a 55 kilómetros de la ciudad propiamente dicha. Se dice que es la cascada más alta de Filipinas con una altura de 265 metros, siendo la parte inferior de la cascada superior a las Cataratas de María Cristina.